# Bruno Lomas
Emilio Baldoví Menéndez, connu sous le nom d'artiste Bruno Lomas, né le 14 juin 1940 à Xàtiva et mort à La Pobla de Farnals le 17 août 1990, est un chanteur et l'un des pionniers du rock 'n' roll en Espagne.
Il a successivement fait partie du groupe Los Milos (1960-1963), Los Diávolos, qui deviennent Los Top-Son, puis Bruno y sus rockeros avant de se lancer dans une carrière solo à partir de 1967.